# オリンピック航空830便墜落事故
オリンピック航空830便墜落事故（オリンピックこうくう830びんついらくじこ）は、1976年11月23日に発生した航空事故である。エリニコン国際空港発コザニ・ナショナル空港行きだったオリンピック航空830便（YS-11A-500）がギリシャのセルビア近くの山に衝突し墜落。乗員乗客50人全員が死亡した。この事故は当時、ギリシャで2番目に死者数の多い事故となった。

## 事故機
事故機のYS-11A-500（SX-BBR）は、製造番号2156として製造され、1971年4月12日に初飛行を行っていた。4月28日にオリンピック航空に納入された。

## 事故の経緯
830便は、エリニコン国際空港からコザニ・ナショナル空港へ向かう途中に、ラリサ・ナショナル空港を経由する予定だった。しかし、ラリサ空港付近の天候が悪化していたため、パイロットは高度5,500フィート (1,700 m)のままコザニ空港へ直行することに決めた。事故機の最後の交信は9時45分に行われ、コザニの南15海里地点を方位318度で飛行中との報告だった。10時19分、管制官は830便から応答がなかったため、緊急事態を宣言した。その後、830便がセルビア近くにある雲に覆われた標高4,265フィート (1,300 m)の山に墜落したことが確認された。

## 事故調査
事故原因として降下するタイミングが早かったことが挙げられた。墜落時、830便は方位310度に向けて飛行していた。最初に山と接触した後、機体は再び浮揚したものの、200mに渡り破片を散乱させながら丘に激突した。墜落の衝撃で出火し、機体は全焼した。事故当時、標高3,000フィート (910 m)以上の山々も雲で覆われていた。